# Monasterio de Santa Catalina del Monte Sinaí
El Monasterio de la Transfiguración o Monasterio de Santa Catalina (en griego: Μονὴ τῆς Ἁγίας Αἰκατερίνης) está situado en la boca de un cañón de difícil acceso a los pies del monte Sinaí, en Egipto. Está construido donde la tradición supone que Moisés vio la «zarza que ardía sin consumirse». Se trata de uno de los monasterios más antiguos que continúan habitados. También se le conoce con el nombre de Monasterio de la Zarza Ardiente. Pertenece a la Iglesia ortodoxa del Monte Sinaí, dependiente de la Iglesia ortodoxa de Jerusalén. En 2002 fue declarado Patrimonio de la Humanidad por la Unesco.
El telón de fondo del monasterio de Santa Catalina son las tres montañas cerca de las cuales se encuentra: Ras Sufsafeh, posiblemente el bíblico monte Horeb, que alcanza su punto máximo a 1 km al oeste; Jebel Arrenzieb, que alcanza su punto máximo a 1 km al sur; y el monte Sinaí, conocido localmente como Jebel Musa, tradicionalmente identificado con el bíblico monte Sinaí; alcanza su punto máximo a 2 km al sur.
El monasterio también alberga seis pozos, cuatro manantiales, un gran jardín rico en árboles frutales y dos molinos.
El estatus administrativo exacto de la iglesia dentro de la Iglesia Ortodoxa Oriental es ambiguo: algunos, incluida la propia iglesia, la consideran autocéfala, otros la consideran una iglesia autónoma bajo la jurisdicción de la Iglesia Ortodoxa Griega de Jerusalén.
El Gobierno egipcio ha desarrollado desde la década de 1960 las infraestructuras de transporte y la industria hotelera, reactivando el turismo internacional y la peregrinación, pero el aumento de la inseguridad en la región, marcado por el atentado terrorista yihadista del 18 de abril de 2017 frente a un monasterio cuya autoría reivindicó la organización Estado Islámico, está afectando al desarrollo turístico de la región.

## Historia

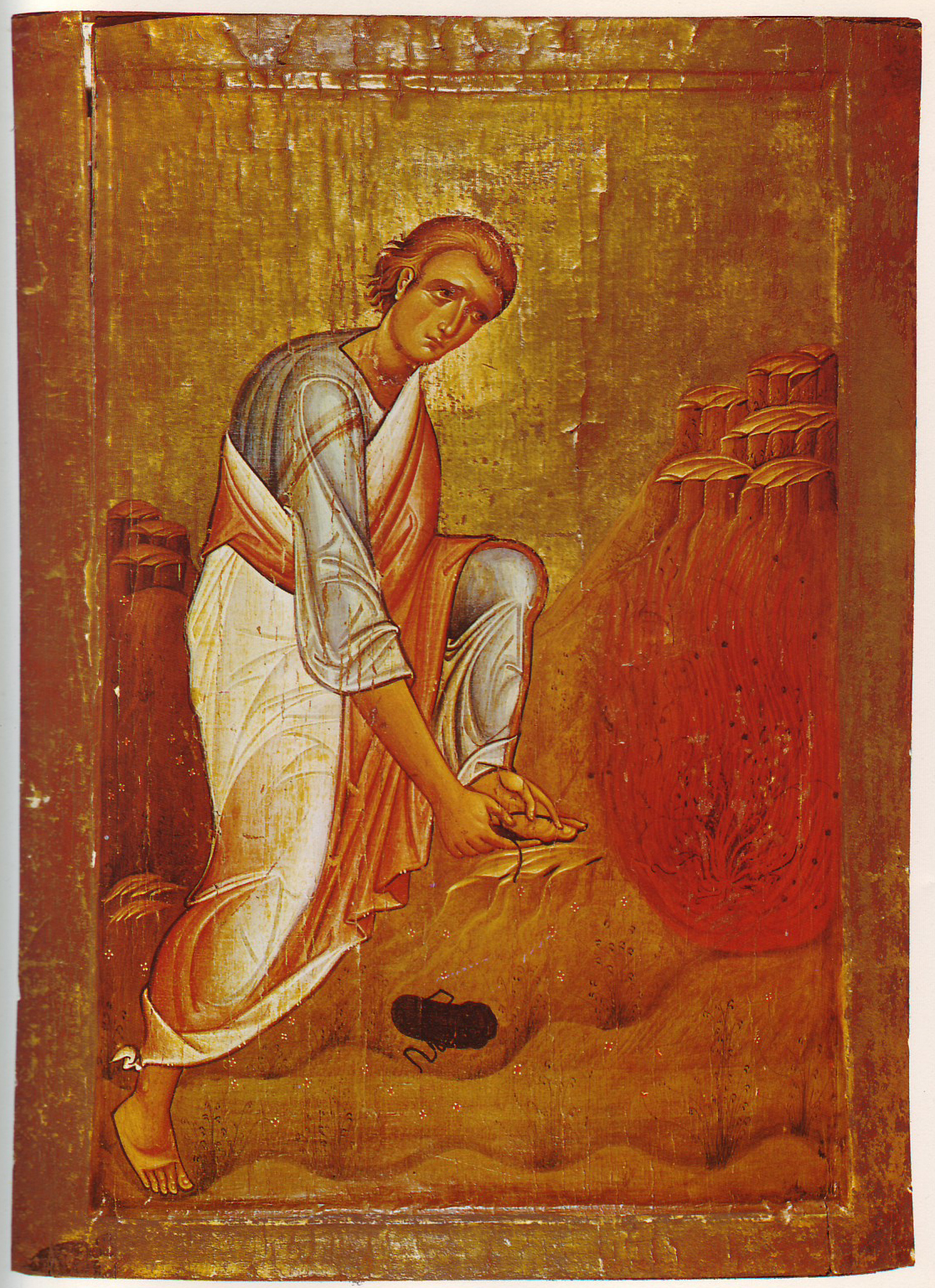
Moisés y la zarza ardiente. Icono del

Santa Elena, la madre del emperador Constantino I el Grande, mandó construir una capilla en el lugar donde según la tradición Moisés habló con Dios en el episodio bíblico de la «zarza ardiente». Posteriormente el emperador Justiniano I mandó construir un monasterio en aquel lugar, junto a la capilla mencionada. El monasterio fue construido entre los años 527 y 565. Supuestamente la zarza que se conserva es la original, convirtiendo al monasterio en un lugar sagrado para las tres grandes religiones monoteístas: judaísmo, cristianismo e islam. Aunque su verdadero nombre es Monasterio de la Transfiguración, es conocido también como Monasterio de Santa Catalina, recibiendo este nombre de Santa Catalina de Alejandría, una mártir cristiana que fue sentenciada a morir en la rueda de tortura. La tradición transmitió que la rueda se rompió y que finalmente fue decapitada. Su cuerpo fue trasladado por los ángeles al Monte Sinaí y los monjes del monasterio encontraron sus restos sobre el año 800, en una gruta de la montaña, momento a partir del cual el monasterio custodió sus reliquias y se convirtió en un importante centro de peregrinación.

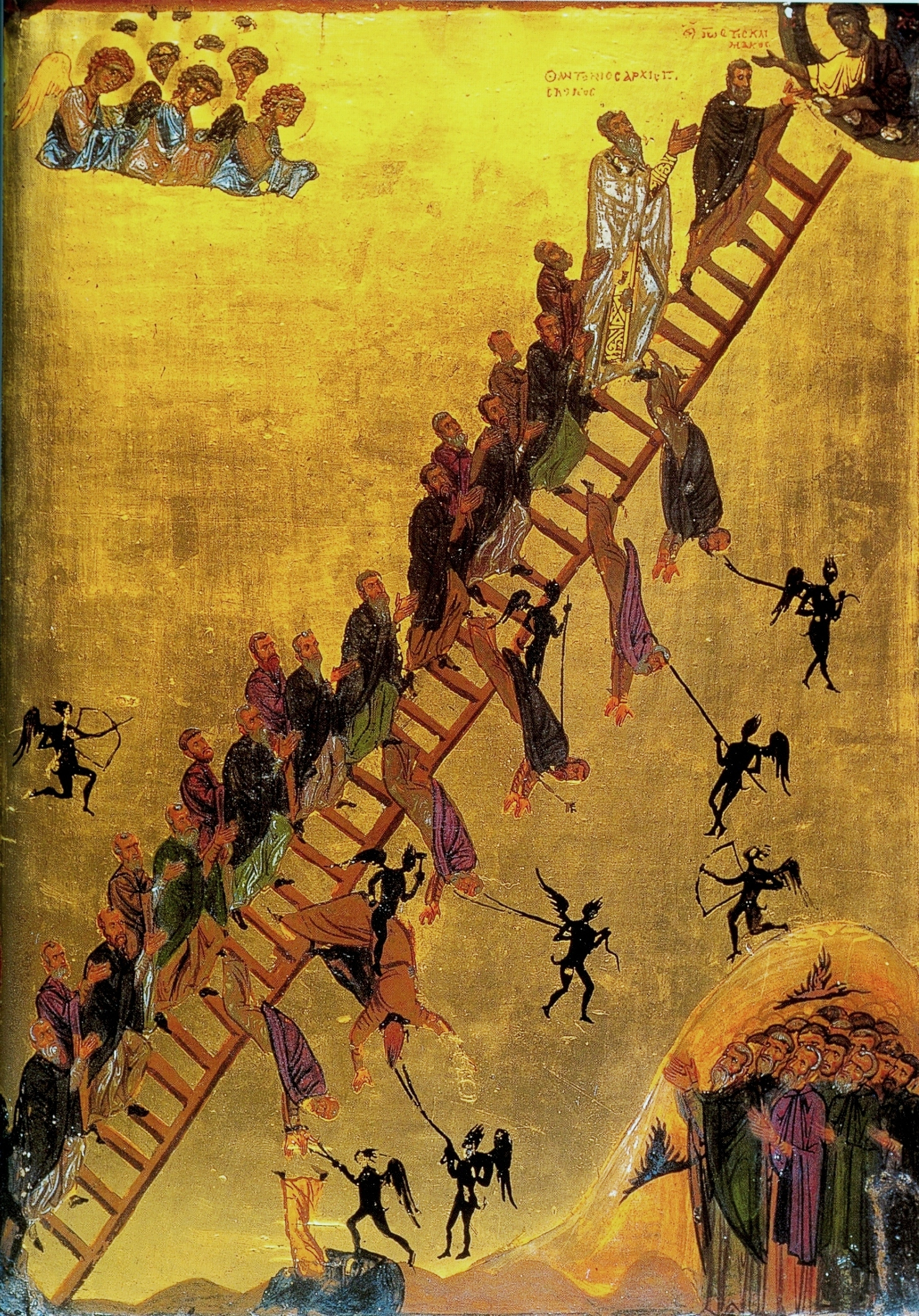
La Escalera del divino ascenso, Monasterio de Santa Catalina

Según un documento en posesión del monasterio, y supuestamente del puño y letra del mismo Mahoma, el mismo profeta dio su protección al monasterio tras haberle concedido refugio de sus enemigos. Gracias a este documento y a que se construyó una mezquita fatimí en el interior de sus muros, el monasterio perduró a la dominación musulmana de la región. La mezquita está cerrada y nunca ha sido usada ya que, por error, no está orientada hacia La Meca.
Los anacoretas del Sinaí fueron eliminados durante el siglo VII y solo el monasterio perduró gracias en parte a las fortificaciones que lo protegían. Este aún conserva los muros que servían de defensa. El acceso al interior del recinto se efectuaba hasta el siglo XX mediante una puerta elevada en el muro exterior. Las cruzadas aumentaron el interés de los peregrinos hacia el monasterio, que se convirtió en centro de peregrinaje entre los años 1099 y 1270. El monasterio se mantenía gracias a dependencias del mismo en Egipto, Palestina, Siria, Creta, Chipre y Constantinopla.

## Geografía
El sistema de clasificación climática Köppen-Geiger clasifica su clima como desierto frío (BWk). Tiene las noches más frías de cualquier localidad en Egipto. Su humedad es muy baja. Las montañas más altas de Egipto rodean el monasterio con muchos valles más pequeños que van desde la cuenca a las montañas en todas las direcciones. El monasterio se encuentra a una altitud de 1600 m s. n. m. La gran altitud del monasterio y las altas montañas que la rodean proporcionan un clima agradable, con refrescantes noches frescas de verano y una excelente primavera, mientras que los días de invierno son frescos para la región y las noches podrían alcanzar los -14 °C en raras ocasiones. Las nevadas poco frecuentes en Santa Catalina tienen lugar durante los meses de invierno de diciembre, enero y febrero, sin embargo, la nieve también ha ocurrido en otoño y primavera. Una pequeña ciudad con hoteles y piscinas, llamada Santa Catalina, ha crecido alrededor del monasterio.

## Patrimonio

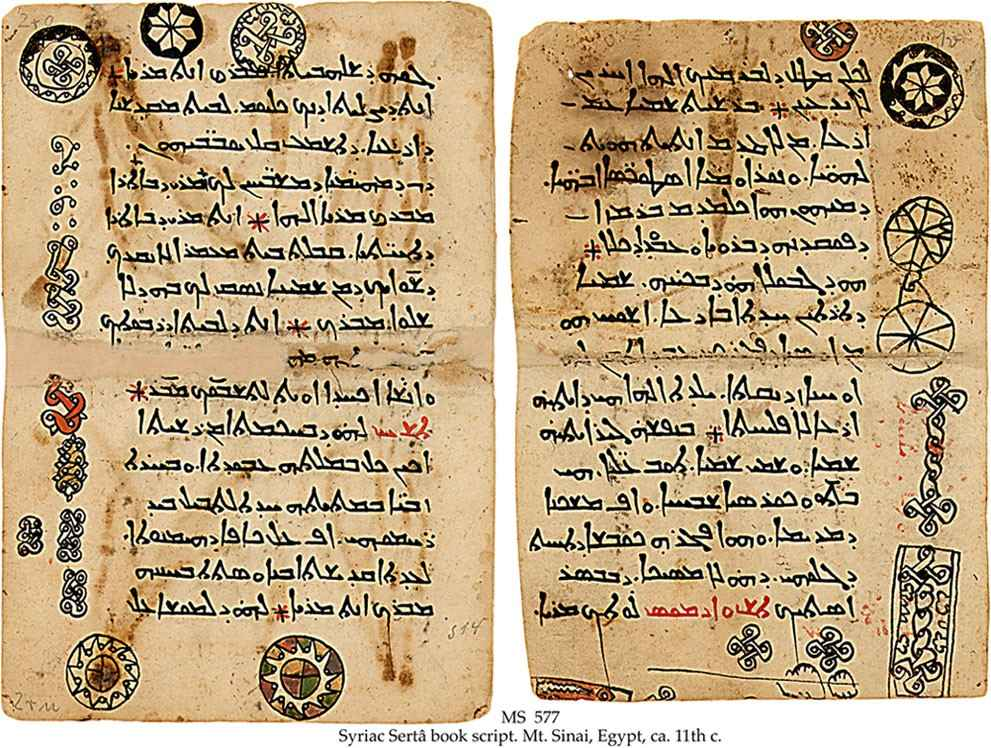
Imagen de un texto en siríaco.

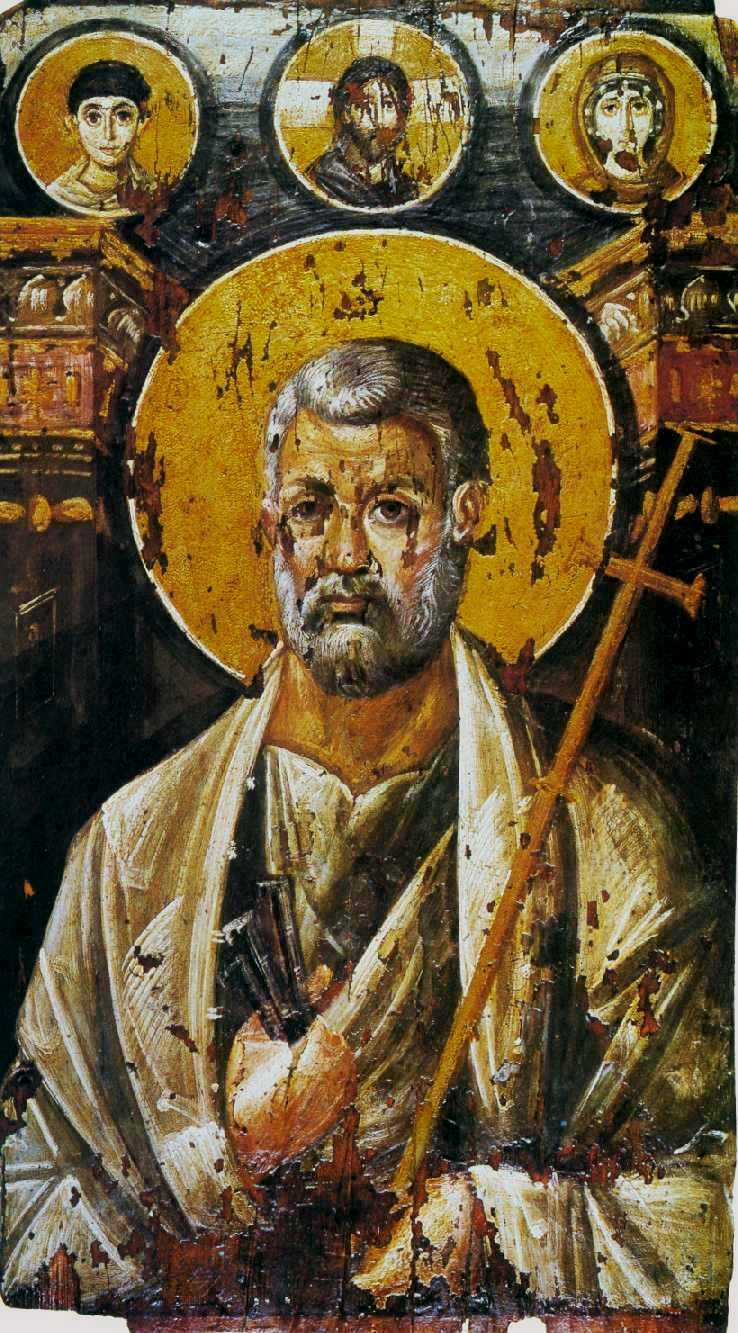
Imagen de san Pedro.

El monasterio tiene gran importancia debido a su antigua y valiosa biblioteca que guarda la segunda colección más extensa de códices y manuscritos del mundo, solo superada en número de ejemplares por la Biblioteca Vaticana. En ella se pueden encontrar unos 3500 volúmenes escritos en griego, copto, árabe, armenio, hebreo, georgiano, siríaco y otras lenguas. Es notable una copia de Ashtiname de Mahoma, un documento en el cual el profeta islámico le concede protección al monasterio.
En el complejo se encuentran obras de arte únicas, entre las que se encuentran mosaicos, iconos rusos y griegos, pinturas encáusticas, ornamentos religiosos, cálices y relicarios. Entre los iconos que guarda se encuentran algunos de los más antiguos del mundo, datados de los siglos siglo V y VI. Cabe destacar el Pantocrátor del Sinaí, del siglo  VII, el libro de La escalera del divino ascenso, un icono del siglo XII del libro de San Juan Clímaco, o el icono más antiguo sobre un tema del Antiguo Testamento.

## Manuscritos e iconos

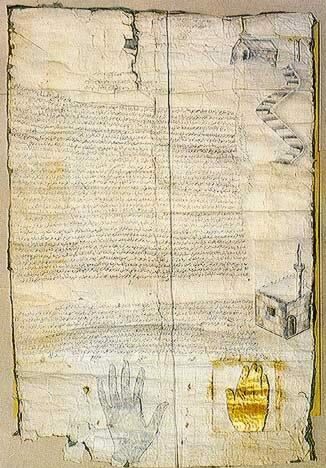
Ashtiname de Mahoma por el que se concede protección y otros privilegios a los seguidores de Jesús.

La biblioteca, fundada en algún momento entre el 548 y el 565, es la más antigua del mundo en funcionamiento ininterrumpido. Contiene manuscritos y libros en griego, arameo palestino cristiano, siríaco, georgiano, árabe, etíopae/Ge'ez, latín, armenio, eslavo eclesiástico, y albanés caucásico, y además de algunos libros coptos raros, en lengua hebrea.
En mayo de 1844 y febrero de 1859, Constantin von Tischendorf visitó el monasterio para investigar y descubrió el Códice Sinaítico, que data del siglo IV, en aquel momento el manuscrito más antiguo de la Biblia conservado casi completo. El hallazgo salió del monasterio hacia Rusia, en circunstancias largamente discutidas. Pero en 2003 los estudiosos rusos descubrieron el acta de donación del manuscrito, firmada por el Consejo del Metochion de El Cairo y el arzobispo Calístrato el 13 de noviembre de 1869. El monasterio recibió 9000 rublos como regalo del zar Alejandro II de Rusia. El códice fue vendido por Stalin en 1933 al Museo Británico y actualmente se encuentra en la Biblioteca Británica de Londres, donde se expone al público. Antes del 1 de septiembre de 2009, en la biblioteca del monasterio se descubrió un fragmento inédito del Codex Sinaiticus, así como entre los nuevos hallazgos de 1975. En otras visitas, en 1855 y 1857, Constantin von Tischendorf también descubrió allí más manuscritos valiosos (escritos en griego, arameo cristiano palestino , georgiano y siríaco) y se los llevó a San Petersburgo y Leipzig, donde se conservan en la actualidad.
En febrero de 1892 Agnes Smith Lewis descubrió en la biblioteca un antiguo palimpsesto del Evangelio que pasó a conocerse como el Sinaítico siríaco y que todavía está en posesión del monasterio. Agnes junto con su hermana Margaret Dunlop Gibson volvió en 1893 con un equipo de Cambridge: dos eruditos y sus esposas, y también J. Rendel Harris para fotografiar y transcribir el manuscrito en su totalidad, así como para preparar los primeros catálogos de los manuscritos siríacos y árabes. Entre los nuevos hallazgos salieron a la luz dos palimpsestos adicionales que contenían pasajes adicionales de los Antiguos Evangelios Siríacos.
Además, el monasterio alberga un ejemplar de Mok'c'evay K'art'lisay, una colección de libros complementarios de la Kartlis Cxovreba, que data del siglo IX.
Desde entonces, los manuscritos más importantes han sido filmados o digitalizados, por lo que son accesibles a los estudiosos. Con la ayuda de planificación de Ligatus, un centro de investigación de la Universidad de las Artes de Londres, la biblioteca fue ampliamente renovada, reabriendo a finales de 2017.

### Proyecto Palimpsestos del Sinaí
Desde 2011, un equipo de científicos especializados en la obtención de imágenes y expertos en el desciframiento de palimpsestos de Estados Unidos y Europa han fotografiado, digitalizado y estudiado la colección de palimpsestos de la biblioteca durante el proyecto internacional de palimpsestos del Sinaí.
Los palimpsestos destacan por haber sido reutilizados una o más veces a lo largo de los siglos. Como el pergamino era caro y su producción requería mucho tiempo, los monjes borraban ciertos textos con zumo de naranja o los raspaban y escribían encima. Aunque en su día se dio por perdido el texto original, los científicos utilizaron técnicas y tecnologías de imagen multiespectral de banda estrecha para revelar características que eran difíciles de ver por el ojo humano, incluyendo residuos de tinta y pequeños surcos en el pergamino. Cada página tardó aproximadamente ocho minutos en ser escaneada por completo. Estas imágenes han sido posteriormente digitalizadas y ahora están disponibles de forma gratuita para la investigación en la biblioteca en línea de la UCLA para uso académico.
Hasta junio de 2018, se habían identificado al menos más de 160 palimpsestos, con más de 6800 páginas de textos recuperadas. Los hallazgos más recientes se descubrieron en un depósito aislado de la Torre de San Jorge en 1975. Destacan las «108 páginas de poemas griegos hasta ahora desconocidos y la receta más antigua conocida atribuida al médico griego Hipócrates»; folios adicionales para la transmisión de los Antiguos Evangelios Siríacos; dos testigos no atestiguados de un texto apócrifo cristiano temprano la Dormición de María (Transitus Mariae) del que se ha perdido la mayor parte del texto griego; un martirio hasta ahora desconocido de Patriklos de Cesárea Marítima (Palestina), uno de los once seguidores de Pánfilo de Cesárea; así como el conocimiento de lenguas muertas, como el albanés caucásico, apenas atestiguada hasta ahora, y arameo cristiano palestino, el dialecto local de la primera época bizantina, con muchos testigos textuales sin parangón.

## El monasterio
El monasterio data de los tiempos de Justiniano. Esteban de Aila, el arquitecto del monasterio, construyó una basílica de tres naves, de basalto, con el techo de madera y capiteles labrados en un estilo derivado del corintio. La basílica tiene cinco naves laterales y unas torres en el extremo occidental. La «zarza ardiente» se encuentra situada en el extremo oriental.
El monasterio ha experimentado pocos cambios desde su construcción. La misma puerta de madera cierra el portal occidental y el techo de madera descansa sobre vigas con grabados en honor del emperador Justiniano y su esposa Teodora, todo ello del siglo VI. Las inscripciones habían sido observadas y comentadas por los distintos viajeros que por allí habían pasado hasta el siglo XVIII. Sin embargo, en 1958 se realizó una expedición que estudió detenidamente las escrituras de las vigas, descubriendo su contenido; en ellas decía, «nuestro emperador más pío», refiriéndose a Justiniano, y «su difunta emperatriz», refiriéndose a Teodora. El monasterio debió terminarse entre la muerte de la emperatriz y la del emperador, es decir, entre 548 y 565.
También se pueden encontrar los restos de la mezquita de los siglos X y XI. Los estudios arqueológicos realizados han encontrado cruces cristianas en su interior. En el monasterio también se encuentra la Capilla de San Trifón, que es usada de osario para los hermanos difuntos.
El monasterio, junto a algunas dependencias del exterior, como el cercano monasterio de Raithu, constituye la Iglesia ortodoxa del Monte Sinaí. Esta iglesia es autónoma y está encabezada por un arzobispo, que es el mismo abad del monasterio. Este arzobispo es tradicionalmente consagrado por el Patriarca ortodoxo de Jerusalén.

## Fundación Santa Catalina
La Fundación Santa Catalina es una organización sin ánimo de lucro que desea preservar este sitio tan importante de la UNESCO. La conservación de las estructuras arquitectónicas, las pinturas preciosas y los libros derivan mucho de esta organización. Este instituto tiene el importante objetivo de promover el conocimiento del monasterio con diferentes publicaciones del tema.